# Spindalis nigricephala
Spindalis nigricephala е вид птица от семейство Cardinalidae.

## Разпространение
Видът е разпространен в Ямайка.